# Wadym Sahatsch
Wadym Fedorowytsch Sahatsch (ukrainisch Вадим Федорович Сагач; * 21. September 1943 in der Oblast Uljanowsk, Sowjetunion) ist ein ukrainischer Pathophysiologe, Doktor der medizinischen Wissenschaften, Professor, korrespondierendes Mitglied der Nationalen Akademie der Wissenschaften der Ukraine, Leiter der Abteilung für Kreislaufphysiologie des Instituts für Physiologie O. O. Bohomolez der Nationalen Akademie der Wissenschaften der Ukraine.

## Leben
Wadym Fedorowytsch Sahatsch wurde 1943 als Sohn von Fedir Petrowitsch, Prorektor des Pädagogischen N. K. Krupskaja-Instituts Cherson, in der Oblast Uljanowsk geboren. Die Mutter, Akilina Fedotiwna Golowko, war Direktorin der Cherson-Schule № 15 (damals die einzige ukrainische Schule in Cherson), Biologielehrerin und „Verdiente Lehrerin der Ukraine“. Sein Bruder ist Schiffbauingenieur. Sahatsch ist verheiratet, hat eine Tochter (Kinderärztin) und einen Enkelsohn.

## Ausbildung und berufliche Tätigkeit
1966 absolvierte er das Studium am Leningrader Medizinischen Institut. Von 1966 bis 1967 leistete er seinen Wehrdienst im Sanitätsbataillon in der Siedlung Petschenga in der Oblast Murmansk, wo er als Toxikologe und Leiter der Aufnahmeabteilung diente.
Von 1968 bis 1969 arbeitete er als Arzt in der Sanitäts- und Quarantäneabteilung des seuchenhygienischen Dienstes im Seehafen von Cherson.
Von 1970 bis 1973 studierte er an der Aspirantur des „Instituts für Physiologie O. O. Bohomolez“ im Labor für Kreislaufpathologie, wo er unter der Leitung von  Mykola Horjew (Микола Миколайович Горєв; 1900–1992), wissenschaftliche Arbeiten durchführte. 1974 verteidigte er seine Dissertation Modellierung und hämodynamische Eigenschaften dystrophischer Myokardschäden.
Von 1974 bis 1986 war er oberer wissenschaftlicher Mitarbeiter der Abteilung für experimentelle Kardiologie unter der Leitung von Oleksij Mojbenko (Олексій Олексійович Мойбенко; 1931–2015). 1986 verteidigte er seine Doktorarbeit Mechanismen der Verletzung von Herz- und Hämodynamik der Immungenes. Seit dem 1. März 1986 ist er Leiter der  Abteilung für Kreislaufphysiologie des Instituts für Physiologie O. O. Bohomolez. Seit 1993 ist er Professor für Pathologische Physiologie und  1995 wurde er zum korrespondierenden Mitglied der Nationalen Akademie der Wissenschaften der Ukraine auf dem Gebiet der Physiologie von Mensch und Tier gewählt.  Von 1992 bis 2015 war er stellvertretender Forschungsdirektor am Institut für Physiologie O. O. Bohomolez.

## Forschungstätigkeit
Wadym Sahatsch ist ein Spezialist auf dem Gebiet der Biochemie, Physiologie und pathologischen Physiologie des Herz-Kreislauf-Systems. Sahatsch machte seine ersten wissenschaftlichen Schritte an der Abteilung für Pathologische Physiologie unter der Leitung des Pathophysiologen Leonid Perelman, während er am Medizinischen Institut studierte.
In seiner wissenschaftlichen Arbeit beschrieb er erstmals eine Reihe bisher unbekannter Phänomene und Mechanismen des Körpers sowie die Entwicklung pathologischer Prozesse.
Das Ergebnis seiner frühen Forschung war die Entwicklung eines ursprünglichen Modells der lokalen immunogenen Schädigung des Myokardgewebes. Die Mechanismen immunogener Erkrankungen des Herzens und die Entwicklung einer kardiovaskulären Insuffizienz, die den Herzinfarkt des immunen Ursprungs begleitete, wurden untersucht.
Sahatsch zeigte erstmals, dass die Entwicklung grundlegender Gefäßreaktionen – reaktive und funktionelle Hyperämie – ein endothelabhängiger Prozess ist und durch die Wirkung von Stickoxid (NO) verursacht wird. Sahatsch untermauerte die entscheidende Rolle der Stickoxidsynthese bei der Umsetzung des grundlegenden Mechanismus der Regulierung der kontraktilen Aktivität des Myokards – des Frank-Starling-Mechanismus.
In den letzten Jahren erforscht Sahatsch die Rolle von endogenem Schwefelwasserstoff bei den Reaktionen des Herz-Kreislauf-Systems und die Entwicklung seiner pathologischen Veränderungen. Es zeigt sich eine Abnahme seiner Synthese mit zunehmendem Alter, arterieller Hypertonie und eine Zunahme während des körperlichen Trainings.
Bewiesen ist seine große Bedeutung für Veränderungen in der Funktion des Herzens und der Blutgefäße unter diesen Bedingungen sowie eine bedeutende Rolle bei der Reaktion auf Ischämie-Reperfusion und bei der Wirksamkeit des Frank-Starling-Mechanismus. Es ist bewiesen, dass die kardio- und vaskuloprotektive Wirkung von Schwefelwasserstoff auf ihrer Fähigkeit beruht, die Entwicklung von oxidativem und nitrosativem Stress, die Öffnung mitochondrialer Poren sowie die Wiederherstellung des konjugierten Zustands der konstitutiven NO-Synthase zu hemmen.
Sahatsch ist Autor und Mitautor von 928 Veröffentlichungen, darunter 2 Monographien, 445 Artikel und 18 Patente, die in in- und ausländischen wissenschaftlichen Fachzeitschriften veröffentlicht wurden.
Sahatsch hat 5 Ärzte und 21 Kandidaten für medizinische und biologische Wissenschaften ausgebildet. Seine Absolventen haben Lehrstühle inne und arbeiten in führenden Labors in den USA, Großbritannien, Belgien und Österreich.
Seit 1995 ist er Chefredakteur einer der führenden wissenschaftlichen Zeitschriften in der Ukraine, der „Zeitschrift für Physiology“ der Nationalen Akademie der Wissenschaften der Ukraine und  Mitglied der Redaktion von „Blutkreislauf und Hämostase“.
Außerdem ist er Mitglied und stellvertretender Vorsitzender des Fachwissenschaftlichen Rates am Institut für Physiologie O. O. Bohomolez der Nationalen Akademie der Wissenschaften der Ukraine und war 6 Jahre lang stellvertretender Vorsitzender des Expertenrates der Kommission für die Verleihung akademischer Grade für Biowissenschaften und 4 Jahre lang Mitglied des Präsidiums der Kommission für die Verleihung akademischer Grade der Ukraine.

## Wissenschaftliche Tätigkeit außerhalb der Ukraine
- 2001 - Eine Studie zur Bestimmung der Wirkung von wasserlöslichem Vitamin E auf die Reaktion eines isolierten Herzens auf Ischämie-Reperfusion mit Claudio Galli, Mailand, Italien.
- 2000 - Eine Studie über die Auswirkungen von Annexin II auf die kontraktile Aktivität und Ca2± -Transienten isolierter Kardiomyozyten mit E. Lakatta, einem der weltweit führenden Wissenschaftler auf dem Gebiet des kardiovaskulären Alterns, Baltimore, USA.
- 1995–1996 - Studie zur Untersuchung der Rolle von Stickoxid (NO) im Frank-Starling-Mechanismus – mit Ajay Shah, Cardiff, Vereinigtes Königreich[5]

## Lehrtätigkeit
Seit 1993 ist er Professor für Physiologie an der Nationalen Taras-Schewtschenko-Universität, mit Vorträgen über die Physiologie des Herz-Kreislauf-Systems und die Grundlagen der pathologischen Physiologie.

## Auszeichnungen
- Staatspreis der Ukraine im Bereich Wissenschaft und Technologie 2003 – für eine Reihe wissenschaftlicher Arbeiten „Untersuchung der grundlegenden Mechanismen von Stickoxid auf das Herz-Kreislauf-System als Grundlage für die pathogenetische Behandlung seiner Krankheiten“ (als Teil des Teams).
- Staatspreis der Ukraine auf dem Gebiet der Wissenschaft und Technologie 1996 – für eine Reihe wissenschaftlicher Arbeiten „Die Rolle von Verbindungen endothelialen Ursprungs bei der Regulierung des Herz-Kreislauf-Systems“ (als Teil des Teams).
- O. O. Bogomolets-Preis der Nationalen Akademie der Wissenschaften der Ukraine im Jahr 1994 für die Monographie „Immunogene Erkrankungen des Herz-Kreislauf-Systems“ (Mitautor)

## Monographien
Moybenko O.O., Sagach V.F. (1992). Immunogene Störungen des Herz-Kreislauf-Systems. - К.: Наукова думка, 202 (russisch)